# Agyrta grandimacula
Agyrta grandimacula là một loài bướm đêm thuộc phân họ Arctiinae, họ Erebidae.